# Andreas Neubauer (Gitarrenbauer)
Andreas (Thomas) Neubauer (* 6. Dezember 1963 in Wien-Ottakring) ist ein österreichischer Gitarrenbaumeister und Designer von Gitarren und Bässen.

## Leben und Wirken
Neubauer, Sohn einer Friseurin und eines Betriebsfeuerwehrmannes, besuchte Volksschule sowie eine Integrierte Gesamtschule und von 1978 bis 1979 das IGS Polytechnikum Malfattigasse in Wien. Zunächst zum Zahntechniker ausgebildet, arbeitete Neubauer in diesem Beruf. Daneben reparierte er für Instrumenten-Großhändler in Wien Gitarren und Bässe der Marken Alembic, Fender und Kohno.
Ab 1982 war er als Bassist in einer Wiener Band aktiv und begann, für Freunde und Musikerkollegen Reparaturen, Restaurationen und Lackierungen von E-Gitarren, E-Bässen und akustischen Gitarren durchzuführen. 1988 gründete er die Firma Neubauer Guitars, baute Bässe für Albert Kreuzer (Ostinato), Robert Riegler (Vienna Art Orchester) und Uwe Urbanowsky (Harri Stojka Express, Wolfgang Lindner Band).
1993 beendete Neubauer seine Tätigkeit als Zahntechniker und trat eine Stelle als Gitarrenbauer beim US-amerikanischen Instrumente-Erzeuger Gibson in Nashville an. Dort erhielt er eine spezialisierte Ausbildung in Gibson-typischen Reparaturen und erwarb vertiefte Kenntnisse in den spezifischen Arbeitstechniken und Produktionsmethoden des Unternehmens, unter anderem im „Custom Shop“ unter Anleitung des renommierten Luthiers Tom Murphy. In der Folge wurde seine Werkstatt Neubauer Guitars zum offiziellen „Custom and Repair Shop“ für Gibson-Instrumente in Österreich und Ungarn. Seit 1996 fungiert seine Werkstatt zudem als offizieller Reparaturstützpunkt für Gitarren und Bässe der Marke Yamaha.
Neubauer kooperierte mehrfach mit anderen Gitarrenbauern, darunter Stefan Sonntag (Augsburg), der auf Archtops spezialisiert ist, und Tommy Metz (Viersen), für den er Hälse und Bodys lackierte – darunter Instrumente, die für den US-Gitarristen Carl Verheyen bestimmt waren.
2006 baute Neubauer für den Wiener Designer Adam Wehsely-Swiczinsky die weltweit erste Gitarre aus Hanffasern („Hempstone“). 2007 wurde die erste „MADA-Hanfgitarre“ fertiggestellt. Die Produktvorstellung wurde ein großer Erfolg: Der US-amerikanische Country-Sänger, Gitarrist und Songwriter Willie Nelson spielte die Gitarre in New York anlässlich der Monsters of Rock-Tour. Das Museum für Angewandte Kunst (MAK) in Wien kaufte im November 2009 eine MADA-Gitarre für seine Design-Sammlung an.
In den 2010er Jahren kam es zu einer Kooperation Neubauers mit dem österreichisch-US-amerikanischen Avantgarde-Gitarrenbauer Michael Spalt. Im Rahmen des gemeinsamen Projekts „Vienna Guitar Company“ entstand die „Burgtheater-Gitarre“, für die Holz aus dem 1945 verlegten Original-Bühnenboden des Wiener Burgtheaters verwendet wurde. Ein weiteres Gitarrenmodell der „Vienna Guitar Company“ war die E-Gitarre „Wiener Gitarre No. 0001“. Die Gitarre orientierte sich an den Bauformen des legendären Wiener Gitarrenbauers Johann Georg Stauffer. Dabei wurde die Decke einer alten Kontragitarre verwendet, die bei der Restaurierung eines Instruments des Komponisten und Wienerlied-Sängers Roland Neuwirth angefallen war. Das Instrument befindet sich heute in der Sammlung eines US-amerikanischen Sammlers.
Ein prominenter Endorser von Neubauers Bassgitarren ist Juan Garcia-Herreros („The Snow Owl“), Bassist bei Hans Zimmer. Gemeinsam mit Neubauer entwickelte er den „Phoenix-Contrabass“, den er als sein Lieblingsinstrument bezeichnet. Auch Falco, einer der bekanntesten österreichischen Musiker und Komponisten, ließ sich von Neubauer ein speziell für ihn entworfenes Flying-V-Modell bauen. Ebenfalls gehören die österreichischen Musiker Ulli Bäer und Ernst Molden zu seinen Kunden.
Andreas Neubauer ist Prüfungsmeister bei den Meisterprüfungen von Gitarrenbauern an der Höheren Technischen Bundeslehranstalt Hallstatt.
Neubauer hat eine Tochter aus erster Ehe und ist in zweiter Ehe mit der Glasschmuckkünstlerin Katharina Eder verheiratet. Er lebt mit seiner Frau in Mödling; seine Werkstatt befindet sich in seinem Elternhaus in Wien-Penzing.

## Ausstellungen und Messen
- 1996: Frankfurter Musikmesse
- 2012, 2014: Montreal Guitars Show
- 2014, 2015: Holy Grail Guitar Show Berlin[10][11]
- 2015: Jazz Forum Kandl
- 2017: London Bass Show
- 2017: Guitar Summit Mannheim
- 2023, 2024, 2025: Vinyl und Music Wien[12]

## Auszeichnungen und Preise
- 2007: Nominierung von Andreas Neubauer und Adam Wehsely-Swiczinsky sind für den Adolf-Loos-Design-Staatspreis und den Wiener Zukunftspreis[13]
- 2010: Auszeichnung mit dem Wirtschaftspreis für das kreativste Unternehmen in Wien